# Дејан Булатовић
Дејан Булатовић (Шид, 8. фебруар 1975) српски је политичар и пољопривредник. Као учесник народних протеста у организацији опозиционе коалиције „Заједно“ крајем 1996. и почетком 1997. године, ухапшен је и подвргнут бруталној полицијској тортури, а затим и осуђен на 30 дана затвора, због ношења лутке са ликом Слободана Милошевића одевену у затворску униформу. На оснивачкој скупштини Странке слободе и правде, у априлу 2019. године, Дејан Булатовић је изабран за потпредседника ССП-а.
Током 2022. напустио је ССП.
На ванредним изборима за посланике у Народној скупштини Републике Србије, који су одржани 17. децембра 2023. године, Дејан Булатовић је био на листи кандидата коалиције "Александар Вучић - Србија не сме да стане" коју је предводила владајућа Српска напредна странка.

## Биографија
Од образовања у Србији има завршену средњу економску школу.
У Француској је био запослен у америчкој компанији "Disneyland resort Paris" где је завршио и положио најзахтевније интерне тестове и обуке, a обављао посао као: "security agent for objects and persons".
Поседује сертификате и дипломе из области обезбеђења објеката и личности лиценцираних француских школа.

## Политички рад
Име Дејана Булатовића, двадесетдвогодишњег младића из Шида, постало је један од симбола 88 дана зимског протеста у Србији. И америчка администрација је реаговала када је у децембру 1996. године ухапшен, брутално претучен, а потом послат у затвор у Падинској Скели, где је провео 25 дана „због ремећења јавног реда и мира“, како је званично саопштено. Без сумње, његов грех био је ношење „робијашке“ лутке Слободана Милошевића.
Био је члан Српског покрета обнове, што је истицао и након демонстрација:
Ја сам и даље члан СПО. Тачније, частан члан СПО. Дубоко ме погодио распад коалиције „Заједно“. Због тога протестујем заједно с Београђанима, без обзира што СПО не учествује на демонстрацијама. Увек ћу бити против овакве полиције, увек против њих и увек против комунизма и фашизма. Јасно је да кога овде туче полиција, он је у праву.
Потом је био члан Демохришћанске странке Србије (ДХСС), што је навео у интервјуу, за „Српску реч“, напомињући да је био принуђен да после Петог октобра оде у емиграцију.
Био је одборник у три сазива Скупштине општине Шид, да би 2012. године био изабран за заменика председника Скупштине општине Шид.
У активну политику Булатовић је ушао као члан Српског покрета обнове (СПО), који је предводио Вук Драшковић, а широј јавности је постао познат током зимских протеста опозиције предвођеном коалицијом „Заједно“ 1996/97, приликом којих је постао препознатљиво лице, носећи лутку са ликом тадашњег председника Савезне Републике Југославије Слободана Милошевића, одевену у затворску униформу. Лутка у природној величини са оковима око ногу у Булатовићевим рукама обишла је читав свет. У знак одмазде режима, Булатовић је ухапшен и подвргнут тешкој психофизичкој тортури, која је резултовала 30-одневним затвором. Овај поступак режимских снага реда пропратила је и осудила домаћа, али и светска јавност, испред које је реаговао тадашњи државни секретар Сједињених Америчких Држава Ворен Кристофер. У овом случају прекршен је низ основних Уставних и људских права појединца. Након свих бурних догађаја, Дејан Булатовић постао је један од најупечатљивијих симбола опозиционих протеста из тог периода.
Године 1997. изашао је из Српског покрета обнове због приближавања те организације политици Слободана Милошевића, након чега су га Вук Драшковић и његов покрет медијски линчовали због напуштања, проглашавајући га издајником. По одласку из СПО-а, Дејан Булатовић постаје суоснивач Демохришћанске странке Србије (ДХСС) са Владаном Батићем, где остаје до 2000. године.
На дан највећих политичких промена у модерној српској историји, 5. октобра 2000. године, Булатовић је учествовао у заузимању полицијске станице смештене у улици Мајке Јевросиме, у централној београдској општини Стари град.
Због озбиљних претњи и угрожавања безбедности и живота од стране појединих вођа криминалних група изузетно блиских режиму Слободана Милошевића за чије хапшење и процесуирање се гласно залагао, био је приморан да напусти Србију пред крај 2000. године.
Затражио је и добио политички азил у Француској, а потом је добио и држављанство Републике Француске, што га је учинило јединим политичким емигрантом из Србије кога је „Запад“ признао након свргавања Слободана Милошевића.
У октобру 2001. године Булатовић у Француској по тамошњим законима оснива Покрет за нову Србију, а седиште организације било је смештено у Паризу. Исте године изабран је за председника те организације, а такође је био и један од вођа Народног покрета „5. октобар“, који су такође чинили и Владан Батић, Ненад Чанак, Весна Пешић и Бранислав Цоле Ковачевић.
По повратку из Француске у Србију, Булатовић почиње да се бави приватним предузетништвом оснивајући сопствено пољопривредно газдинство, али такође и наставља са политичким активизмом. Године 2011. оснива невладину еколошку организацију, која се између осталог залаже за спречавање незаконитог риболова на рекама. Истиче се и као оштар критичар све лошијег еколошког стања у Србији.
Од 22. новембра 2015. године обављао је функцију председника Зелене еколошке партије – Зелени, на коју је једногласно изабран, а од које је 19. априла 2019. године настала Странка слободе и правде, чији је председник Драган Ђилас, док је Дејан Булатовић био један од три потпредседника, поред Борка Стефановића и Маринике Тепић.
Заједно са Сашом Јанковићем, бившим заштитником грађана Републике Србије и председником Покрета слободних грађана, 2018. године оснива коалицију „Грађански блок 381“, из кога иступа крајем исте године настављајући политички активизам кроз своју партију.
Као потпредседник Странке слободе и правде активно је учествовао у борби против актуелног режима Александра Вучића, гласно говорећи о проблемима у екологији и пољопривреди.
На парламентарним изборима одржаним у Србији 3. априла 2022. године, изабран је за народног посланика, а мандат му је верификован 01. августа исте године. Такође, изабран је и за заменика председника Одбора за пољопривреду, шумарство и водопривреду Скупштине Републике Србије.
22. децембра 2022. године поднео је оставку на место потпредседника Странке слободе и правде напустивши чланство у истој и тиме постао самостални посланик у Народној Скупштини Републике Србије.
Своју политичку каријеру наставља као снажан и гласан подржавалац режима Александра Вучића.